# Dtp entertainment
Die dtp entertainment AG mit Sitz in Hamburg war ein 1995 gegründetes Medienunternehmen und einer der größten deutschen Publisher und Entwickler für Computer- und Videospiele. 2012 meldete das Unternehmen Insolvenz an und wurde abgewickelt.

## Geschichte

### Anfänge
1995 von Thomas Baur unter dem Namen DTP Neue Medien gegründet, veröffentlichte das Unternehmen anfangs Multimedia-Software unter bekannten Medienlabels wie z. B. Hörzu Software, Focus und Capital. 1999 erfolgte die Umbenennung zur dtp entertainment AG und der Einstieg in den Computerspielemarkt. Das dtp im Namen steht für digital tainment pool.

### Shoebox
Shoebox (zu Deutsch: Schuhschachtel) war ein Publishing-Label von dtp entertainment und der Egmont-Tochter Egmont Interactive. Das Logo von Shoebox zeigte eine rote Schachtel, aus der zwei Augen herausschauen.
Bereits Ende der 1990er Jahre arbeitete dtp bei der Veröffentlichung von Computerspielen mit dem Unternehmen Egmont Interactive zusammen, und so wurden unter anderem Sanitarium – Der Wahnsinn ist in Dir, The Longest Journey und ein PC-Spiel zu Sailor Moon auf dem deutschsprachigen Markt veröffentlicht. Infolgedessen wurde im Jahr 2000 ein Kooperationsabkommen geschlossen, um die gemeinsame Zusammenarbeit noch weiter auszubauen und ein gemeinsames Spielelabel einzurichten.
Im März 2001 wurde die Gründung des Labels mit dem Namen Shoebox bekannt gegeben und noch am 15. März erschien mit Gothic, welches von der damaligen Bochumer Phenomedia-Tochter Piranha Bytes entwickelt wurde, das erfolgreichste PC-Spiel des Labels.
Zur gleichen Zeit sollte Shoebox ein Quiz-Spiel zur erfolgreichen TV-Show Wer wird Millionär? veröffentlichen, zu dem man am 16. März 2001 allerdings bekannt gab, dass es doch nicht erscheinen wird. Laut Gamesweb vermutlich, weil die Rechte bei Eidos Interactive lagen.
Im September 2001 kündigte Egmont Interactive überraschend an, dass man die Geschäftsaktivitäten zum 30. September 2001 einstellen werde. Zugleich wurde versichert, dass die von Egmont Interactive angebotenen Spiele wie Gothic und Demonworld 2 zukünftig von dtp weitervertrieben werden. Wie man am 8. November 2001 bekannt gab, werde die gemeinsame Marke Shoebox von dtp weitergeführt.
In den folgenden Jahren erschienen allerdings nur vereinzelt Spiele unter dem Label Shoebox, wie z. B. der Radsport Manager 2003/2004 und dessen Nachfolger der Saison 2004/2005.

### Kindersoftware, Einstieg in den Konsolenmarkt und Insolvenz
Mit der Reihe Pferd & Pony stieg dtp im Jahr 2001 in den Markt für Kindersoftware ein. 2004 wurde dafür die Schwesterfirma dtp young entertainment GmbH & Co. KG gegründet, die sich vollständig auf Spiele für Kinder, Jugendliche und Familien spezialisierte. Etwa zur selben Zeit wurden erste Titel für Spielkonsolen veröffentlicht. Das junge Unternehmen wurde schließlich 2007 von Baur aus dem Konzern herausgelöst.
2004 veröffentlichte dtp unter anderem die Adventure-Spiele Black Mirror und Runaway: A Road Adventure. Nach ersten Erfolgen mit Adventures verwendete dtp ab Ende 2005 für seine Abenteuerspiele das Markenlabel „Anaconda“, das 2008 aber wieder aufgegeben wurde.
2007 kaufte dtp den Computerspieleentwickler 4Head Studios aus Hannover und benannte diesen anschließend in Cranberry Production um. Ebenfalls 2007 wurde in Singapur das Studio RealU gegründet. Der Schwerpunkt von RealU lag auf der Entwicklung von Online-MMOs. Cranberry Production entwickelte unter anderem Black Mirror 2 und Crazy Machines für das iPhone.
2008 erschien über dtp das vom Berliner Studio Radon Labs entwickelte PC-Spiel Das Schwarze Auge: Drakensang, das sich über 200.000 Mal verkaufte und mehrere Auszeichnungen erhielt. Im selben Jahr übernahm dtp entertainment auch das Entwicklerstudio House of Tales aus Bremen.
Anfang 2010 erschien der Drakensang-Nachfolger Drakensang: Am Fluss der Zeit, der ebenfalls sehr gute Bewertungen einfahren konnte. Die zugehörige Erweiterung Drakensang: Phileassons Geheimnis, die ein halbes Jahr später erschien, erreichte jedoch nur noch durchschnittliche Bewertungen. Zudem erschien in diesem Jahr das Adventure Gray Matter von der Spieledesignerin Jane Jensen, die vor allem durch die Mystery-Adventurereihe Gabriel Knight in den 1990ern bekannt wurde.
Anfang 2012 wurde der Sitz des Studios Cranberry Production von Hannover nach Hamburg verlegt. Im April 2012 wurde vom Amtsgericht Hamburg (AktZ 67b IN 130/12) das Insolvenzverfahren eröffnet. Es handelte sich um eine Planinsolvenz. Mit einer Mitteilung des Amtsgerichts vom 3. Juli 2012 wurde die Feststellung der Masseunzulänglichkeit gemäß §§ 208-210 InsO durch den Insolvenzverwalter bekanntgegeben. Am 9. Juli 2012 wurde die Gesellschaft aufgelöst.

## Veröffentlichte Titel
Nachfolgend finden sich einige von dtp entertainment hergestellte oder vertriebene Spiele:
- 15 Days
- Alarm für Cobra 11: Das Syndikat
- Awesomenauts
- Black Mirror
- Black Mirror 2
- Black Mirror 3
- BomberFUN
- Crazy Machines 1+2
- Divinity 2: Ego Draconis
- Das Schwarze Auge: Drakensang
- Drakensang: Am Fluss der Zeit
- Giana Sisters DS
- Gothic
- Gray Matter
- King’s Bounty: Armored Princess
- Legend: Hand of God
- Lost Chronicles of Zerzura
- Mata Hari
- Memento Mori: Die Spur des Todesengels
- Memento Mori 2
- Ni.Bi.Ru – Der Bote der Götter
- Overclocked
- Panzer Corps[21]
- Reprobates
- Runaway: A Road Adventure
- Runaway 2 – The Dream of the Turtle
- Sherlock Holmes: Das Geheimnis des silbernen Ohrrings
- So Blonde – Zurück auf die Insel
- Summer Challenge – Athletics Tournament
- The Cursed Crusade
- The Longest Journey
- The Moment of Silence
- Tony Tough and the Night of Roasted Moths
- Tony Tough 2 – Der Klugscheißer kehrt zurück
- Undercover: Operation Wintersonne
- Undercover: Doppeltes Spiel
- Venetica
- Windchaser
- Winter Sports 2011: Go for Gold